# Non-clonage quantique
Le théorème de non-clonage quantique (no-cloning-theorem), ou théorème d'impossibilité du clonage quantique,  est un résultat de mécanique quantique qui interdit la copie à l'identique d'un état quantique inconnu et arbitraire. Il a été énoncé en 1982 de manière indépendante par Wootters et Zurek, et par Dieks. Ce théorème a d'importantes conséquences notamment en informatique quantique.
Il est toujours possible d'intriquer l'état d'un système quantique avec un autre; le théorème rend par contre impossible la création d'un état séparable qui serait identique à un autre. Par exemple, deux qubits peuvent être placés dans un état intriqué par une porte CNOT, mais cela ne constitue pas un clonage: lors d'une mesure, les deux qubits intriqués fourniront un résultat identique, alors que deux systèmes séparés auraient fourni des résultats indépendants. 
Le théorème s'applique seulement aux états purs ; le no-broadcast theorem (en) l'étend aux états mélangés.
Ce théorème a un dual, le théorème d'impossibilité de suppression quantique : étant donnés deux copies identiques d'un état quantique, il est impossible de supprimer l'une des deux copies. 

## Énoncé et démonstration
Soit un système quantique A dans l'état {\displaystyle |a\rangle _{A}}. Soit un second système quantique B de même espace d'états H, pris initialement dans un état quelconque {\displaystyle |b\rangle _{B}}, indépendant de {\displaystyle |a\rangle _{A}}. Ces deux systèmes quantiques forment un système total dont l'état est donné par le produit tensoriel {\displaystyle |a\rangle _{A}\otimes |b\rangle _{B}}, plus simplement noté {\displaystyle |a\rangle _{A}|b\rangle _{B}} dans ce qui suit. 
Les seules opérations quantiques (en) permises sont soit une mesure, soit une évolution temporelle du système.
On ne peut pas copier {\displaystyle |a\rangle _{A}} en le mesurant directement, sous peine de réduire le système à l'un de ses états propres et perdre une partie de l'information contenue dans l’état initial que l'on voulait copier.
On ne peut donc qu'agir sur l'hamiltonien du système combiné et donc sur son opérateur d'évolution U. On cherche donc un opérateur U tel que
C'est-à-dire que le système combiné ait changé de telle sorte à ce que le système A soit dans le même état qu'initialement, et que le système B soit à présent dans le même état que A; autrement dit l'opérateur U a cloné l'état a. Le théorème nous indique qu'il est impossible qu'un opérateur de clonage universel U qui fonctionnerait pour n'importe quel état initial de A puisse exister.
Théorème — Il n'existe aucun opérateur unitaire {\displaystyle U} sur {\displaystyle H\otimes H} tel que pour tous états {\displaystyle a} et {\displaystyle b} de {\displaystyle H} on ait {\displaystyle U|a\rangle _{A}|b\rangle _{B}=|a\rangle _{A}|a\rangle _{B}}
En effet, si un tel opérateur existait, il fonctionnerait aussi pour tout autre état {\displaystyle |\alpha \rangle _{A}} quelconque de {\displaystyle A} :
On a donc pour tout {\displaystyle |a\rangle _{A}} et {\displaystyle |\alpha \rangle _{A}} quelconques, l’opérateur {\displaystyle U} étant unitaire (i.e. {\displaystyle U^{\dagger }U=I}) :
i.e.
soit
ce qui n'est possible que si ces deux états sont orthogonaux ( si {\displaystyle \langle a|\alpha \rangle =0} ) ou égaux ( si {\displaystyle \langle a|\alpha \rangle =1}). Cela entre en contradiction avec l’hypothèse de départ que ces états étaient quelconques, on a montré par l'absurde l'impossibilité de cloner l'état {\displaystyle |a\rangle _{A}}.

## Conséquences
En informatique classique, l'état d'un ou plusieurs bits peut facilement être dupliqué : cette opération est utilisée dans tout système informatique, du copier-coller à la transmission d'une page Web d'un serveur à l'ordinateur d'un internaute. Cela est donc impossible en informatique quantique.
En particulier il est donc impossible d'utiliser un code de répétition comme code correcteur d'erreur, ou par exemple, de sauvegarder le résultat intermédiaire d'un calcul quantique. Il est donc nécessaire de d'utiliser des codes correcteurs quantiques.
L'impossibilité du clonage quantique est liée à l'impossibilité d'utiliser l'intrication quantique comme système de communication: si le clonage était possible, alors on pourrait en principe utiliser un système intriqué pour communiquer de l'information classique (potentiellement de manière instantanée).